# Aptychopsis pycnodonta
Aptychopsis pycnodonta är en bladmossart som beskrevs av Theodor Carl Karl Julius Herzog 1934. Aptychopsis pycnodonta ingår i släktet Aptychopsis och familjen Sematophyllaceae. Inga underarter finns listade i Catalogue of Life.